# 2 gran figli di...
2 gran figli di... (Father Figures) è un film del 2017 diretto da Lawrence Sher.
Commedia statunitense con protagonisti Owen Wilson e Ed Helms.

## Trama
Kyle e Peter Reynolds sono gemelli eterozigoti, cresciuti dalla madre Helen, mentre il padre è morto prima della loro nascita. Kyle esce con la sua ragazza incinta Kaylani ed è ricco di diritti d'autore per la sua immagine sulle etichette della salsa barbecue. Peter è un proctologo divorziato con un figlio adolescente Ethan che ce l'ha con lui.
Poco dopo il matrimonio di Helen con Gene il suo nuovo compagno, Peter riconosce un attore di Law and Order, dalle foto del suo presunto padre e affronta Helen. Helen spiega che quello che loro credono essere il padre è una sua invenzione e che in realtà non sa chi sia perché negli anni 70 c'era sesso libero e lei è stata parecchio promiscua al momento del loro concepimento. Quando continuano ad insistere, Helen rivela di aver avuto una relazione con Terry Bradshaw, un'ex stella del football.
I fratelli volano in Florida per incontrare Bradshaw, che incontrano durante un evento di autografi. Bradshaw è entusiasta di averli come figli. Mentre Bradshaw racconta storie con l'ex compagno di squadra Rod Hamilton, i fratelli si rendono conto che Bradshaw era in Australia al momento del loro concepimento, e quindi non può essere loro padre. Bradshaw fa notare che anche Roland Hunt, un investitore di New York, è uscito con Helen.
Mentre viaggiano verso nord dopo aver contattato Helen a proposito di lui, Kyle scopre che il suo accordo sulle royalties per la salsa barbecue sta finendo. Arrivando in quello che pensavano fosse l'ufficio di Hunt, trovano una pensione. Hunt li affronta sotto tiro finché non rivelano il motivo per cui lo stavano cercando. Li invita a entrare, ma esprime la sua insoddisfazione per il fatto di avere figli davanti alla madre. Mentre i fratelli si preparano a partire, si offrono di aiutare il padre nel servizio di riappropriazione. Tuttavia, si rendono conto che Hunt è un criminale quando irrompe in una Ferrari. Mentre i fratelli litigano con i proprietari della Ferrari, Hunt fugge solo per provare rimorso per aver abbandonato i suoi figli. I fratelli rubano la Ferrari ma facendo retromarcia colpiscono Hunt che sta tornando da loro. All'ospedale, i fratelli donano il loro sangue a Hunt, scoprendo che hanno potuto farlo perché 
il loro gruppo è 0 mentre Huht AB (ricevente universale) indicando che non può essere loro padre e che tra l'altro si trovava in prigione al momento del loro concepimento; ma li indirizza a trovare Sparkly P, un altro degli ex fidanzati di Helen.
Incapaci di trovare Sparkly P, i fratelli iniziano a guidare per tornare a casa. Lungo la strada, prendono a bordo un autostoppista, che li consiglia durante il viaggio. Dopo aver parcheggiato accidentalmente sui binari della ferrovia, Peter e l'autostoppista fuggono per un pelo venendo investiti da un treno, mentre Kyle è bloccato in macchina e presumibilmente ucciso. Inizialmente devastato, Peter è sorpreso di vedere Kyle allontanarsi dall'auto, per poi essere preso a pugni da Kyle per averlo abbandonato. Mentre vengono curati, gli agenti di polizia sentono fare il nome di Sparkly P e lo riconoscono come il soprannome di Patrick O'Callaghan, un poliziotto in pensione e danno ai gemelli il suo ultimo indirizzo.
I fratelli si fermano in un hotel dove Peter conosce e fa l'amore con una ragazza di nome Sarah. il mattino dopo arrivano alla casa dove c'è una veglia funebre per Patrick. La figlia di Patrick è invitata a parlare e Peter si rende conto che si tratta di Sarah, la sua possibile sorellastra. Disgustato, Peter scappa dalla veglia funebre, creando parecchio scompiglio tra i vari familiari. 
Il fratello gemello di Patrick, Kevin, chiarisce le cose dicendo che Patrick non può essere il padre perché voleva sposare la loro madre, ma aveva deciso che non voleva avere rapporti prima e li indirizza però verso un altro ex fidanzato di Helen, il dottor Walter Tinkler, amico di famiglia e veterinario della loro città natale.
Tornando a casa, Kyle e Peter affrontano il dottor Tinkler. Lui prova a scappare ma prima chiama Helen che arriva subito.
A questo punto è costretta a rivelare che insieme a Tinkler avevano lavorato in un rifugio quando una giovane donna arrivò e partorì due gemelli con difficoltà e infatti la ragazza morì durante il parto; ma Helen scelse di adottare i due piccoli invece di separarli e per di più rivela anche di non aver mai saputo chi fosse il loro padre. 
I gemelli finalmente sono felici di aver saputo la verità.
Un anno dopo, Kyle, Peter e Helen sono in vacanza a Maui. Peter ora esce con Sarah e il figlio Ethan finalmente lo rispetta. Kyle e Kaylani hanno due figlie gemelle. I fratelli si sono messi in affari insieme e hanno creato un'applicazione che fornisce consigli dall'universo (l'autostoppista è la voce guida).

## Produzione
All'inizio il titolo originale del film era Bastards, tuttavia, il 15 settembre 2017, esso è stato cambiato in Father Figures, perché gli inserzionisti televisivi non avrebbero pubblicato annunci su un film con una parolaccia nel titolo.

### Riprese
Le riprese si sono svolte dal 5 ottobre al 5 dicembre 2015, tra Atlanta e Miami.

## Distribuzione
La pellicola è stata distribuita nelle sale cinematografiche statunitensi il 22 dicembre 2017. In Italia è uscita il 1º marzo 2018.

## Accoglienza

### Incassi
Il film ha incassato a livello internazionale oltre 25,6 milioni di dollari, di cui 17,5 solo negli Stati Uniti.

### Critica
Il film non è stato ben accolto dalla critica. Sul sito web Rotten Tomatoes riceve il 22% delle recensioni professionali positive, con un voto medio di 3,6/10, basato su 37 recensioni.